# Cerco de Colombo (1587-1588)
O cerco de Colombo de 1587 a 1588 foi um confronto militar travado entre os portugueses e as tropas cingalesas do rei de Ceitavaca, pela posse da cidade de Colombo, na ilha do Ceilão, actual Sri Lanka. 

## Contexto
Depois de se ter assenhoreado dos reinos de Cota e de Cândia, Rajá Sinha, em torno de quem se agrupava a nobreza cingalesa oposta aos portugueses, começou a preparar as suas tropas para expulsar os portugueses de Ceilão.
Começada a monção de 1587, quando os portugueses não podiam receber reforços por mar, a 4 de Junho o Rajá Sinha assentou arraiais com um exército de 50,000 guerreiros, apoiados por 60,000 gastadores ou serviçais, 2200 elefantes entre os de guerra e de carga, 150 canhões de bronze, e 40,000 bois para transporte. Ao mesmo tempo mandou equipar 65 fustas ou catures e 400 embarcações mais pequenas para atacarem a fortaleza por mar, caso necessário. 
O capitão da praça de Colombo era João Correia de Brito, que dispunha somente de 300 soldados e 700 lascarins, além de uma população civil na ordem das 60,000 almas que era preciso alimentar. Prevenira-se o Correia de Brito e não havia falta de víveres. No porto encontrava-se uma naveta enviada de Goa com munições mas a armada da fortaleza, de que era capitão-mor Tomé de Sousa Arronches encontrava-se varada em terra devido ao mau tempo. A sul da fortaleza haviam sido colocadas uma galeota, uma fusta e um balão (pequena embarcação asiática) na lagoa que servia de fosso.

## O cerco
O Rajá Sinha começou por rodear a cidade com uma rede de entricheiramentos. Depois mandou abrir uma vala para escoar a água da lagoa, pois pretendia atacar a cidade por aquele lado, onde as muralhas eram mais baixas. De Colombo o capitão João Correia enviou dois tones, pequenas embarcações, à Costa da Pescaria, na terra firme indiana e, de lá, as suas tripulações seguiram por terra para as fortalezas de Goa, Cochim e Negapatão a avisar do cerco e a pedir reforços. 
Na monção de 1587 choveu relativamente pouco, o que facilitou a Rajá Sinha a drenagem da lagoa e a manutenção de tão grande exército no terreno. Demorou um mês o escoamento da água, durante o qual prosseguiram as escaramuças e os duelos de artilharia.
Terminados os trabalhos de sapa, o Rajá Sinha convocou o seu exército inteiro para uma mostra de força, de bandeiras desfraldadas, armas brilhando ao sol e fazendo muito alarido. O espectáculo era impressionante e grandioso e o capitão João Correia percebeu que tinha por função desencorajar e intimidar os sitiados. Mandou por isso fazer de imediato uma surtida contra as tropas cingalesas mais próximas das muralhas, que foram apanhadas de surpresa e postas em confusão.
Na noite de 3 de Agosto o Rajá Sinha mandou dar o primeiro ataque geral. Milhares de cingaleses lançaram-se à escalada das muralhas de taipa de Colombo, ao mesmo tempo que os gastadores, ajudados por centenas de elefantes tentavam demoli-las. Foram recebidos a tiro e com o lançamento de bombas de pólvora pelos portugueses e pelos lascarins. "Era um espectáculo dantesco, em que os adversários, envolvidos pelas trevas da noite e pelo fumo dos disparos, deslumbrados pelos clarões dos rebentamentos e dos incêndios e ensurdecidos pelo ribombar da artilharia e pelos gritos dos combatentes, só pensavam em despedaçar toda a coisa viva que aparecia à sua frente. Portentosos feitos de armas, dignos de uma Ilíada, foram praticados nessa noite terrível, tanto pelos portugueses como pelos singaleses". Alguns cingaleses lograram ocupar os bastiões São Lourenço e São Gonçalo mas viram-se rechaçados por um contra-ataque dos portugueses. Na manhã seguinte, já todos os cingaleses tinham sido obrigados a recuar, tendo sofrido 400 mortos e 2000 feridos.

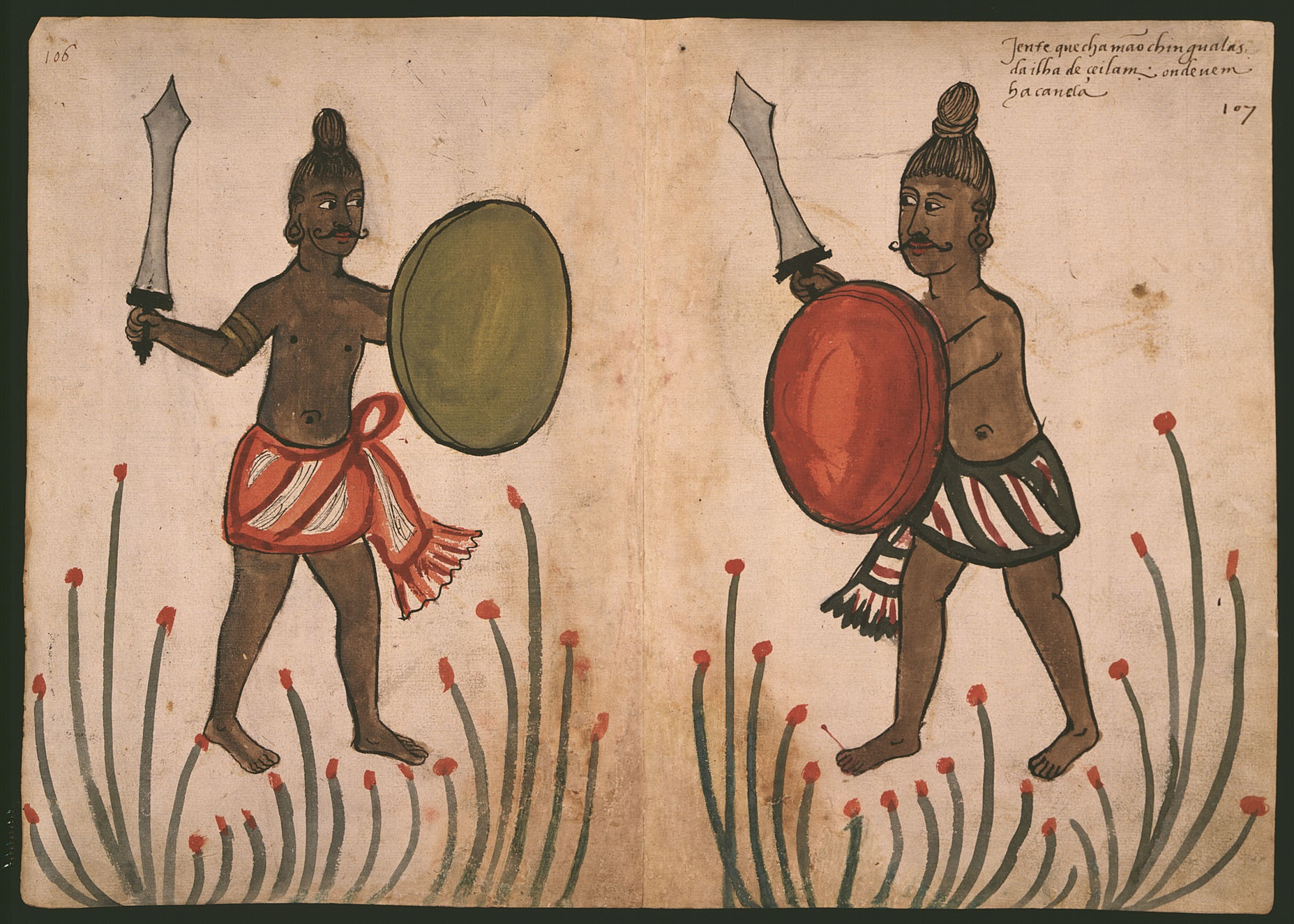
Guerreiros cingaleses representados no Códice Casanatense.

O Rajá Sinha lançou mais três assaltos a Colombo nos meses que seguiram, acompanhados de trabalhos de sapa para minar as muralhas, ao passo que os portugueses levavam a cabo sortidas contras as posições dos cingaleses. Compreendia o Rajá Sinha que sem bloquear a cidade por mar, nunca poderia conquistá-la aos portugueses pelo que, chegada ao fim a monção, a 4 Setembro mandou sair ao mar a sua frota na força de 18 fustas, quatro calemutes e 18 tones grandes mas o capitão-mor Tomé de Sousa saiu ao seu encontro com duas galés e 18 fustas; a luta foi renhida mas a maior experiência dos portugueses na guerra naval e o seu equipamento mais pesado acabaram por decidir a contenda a seu favor.
11 de Setembro deram entrada em Colombo os primeiros reforços de Goa: uma galé e seis fustas com 250 soldados. Mais navios com reforços chegaram a 4 de Outubro, 23 de Outubro, 4 de Novembro e 15 de Fevereiro. Por fim, a 18 de Fevereiro, fundou em Colombo com salvas de artilharia e o soar dos instrumentos bélicos uma grande frota de 2 galés, 16 fustas e 600 homens, comandada por Manuel de Sousa Coutinho. Tinham saído de Goa a 4 de Fevereiro e pusera a costa ocidental de Ceilão a ferro e fogo até chegar a Colombo; foram recebidos com o repicar dos sinos das igrejas.

Estandarte da Ordem de Cristo, bandeira naval e de guerra portuguesa.

Em Colombo haviam agora 2000 soldados portugueses. Percebendo que a oportunidade de tomar a cidade passara, o Rajá Sinha abandonou o cerco, tendo perdido mais de 5000 homens.

## Rescaldo
Do lado dos portugueses morreram 24 soldados e 80 lascarins, para além de 500 civis vítimas de epidemias.
O cerco de Colombo de 1587-1588 foi dos mais célebres e duros cercos travados pelos portugueses no Oriente e em nada fica a dever aos cercos de Diu ou Chaul.